# Ammoniumbenzoat
Ammoniumbenzoat ist eine chemische Verbindung aus der Gruppe der Ammoniumsalze und Carbonsäuresalze.

## Gewinnung und Darstellung
Ammoniumbenzoat kann durch Reaktion von Benzoesäure mit Ammoniak gewonnen werden.

## Eigenschaften
Ammoniumbenzoat ist ein brennbarer weißer geruchloser Feststoff, der leicht löslich in Wasser ist. Er zersetzt sich bei Erhitzung über 198 °C.

## Verwendung
Ammoniumbenzoat wird als Konservierungsmittel für Leime und Latex verwendet. Es wurde früher auch zur Fällung von Aluminium und in Lösung als Medizin verwendet.